# Yossi Madmoni
Yossi Madmoni, né le 22 mars 1967 à Jérusalem, est un réalisateur et scénariste israélien.

## Biographie
Après avoir écrit et réalisé les séries télévisées Bat Yam - New York (1995), Alilot David (1998) et Take Away (2001), il se lance dans le cinéma et réalise les longs métrages : 
- Ha-Mangalistim (2003)
- Melanoma ahuvati (2006)
- Boker tov adon Fidelman (2011)
- Makom be-gan eden (2013)

## Récompenses
- Boker tov adon Fidelman : Globe de cristal du Festival de Karlovy Vary (2011)